# Friedrich Heinrich von Bernuth
Friedrich Heinrich „Fritz“ von Bernuth (* 14. Mai 1789 in Kleve; † 7. Februar 1859 in Wesel) war ein preußischer Verwaltungsbeamter. Er war von 1818 bis 1859 Landrat des niederrheinischen Kreises Rees und verlegte dessen Verwaltungssitz in die Stadt Wesel.

## Leben
Von Bernuth wurde als Angehöriger des Adelsgeschlechts Bernuth in Kleve geboren. 1818 wurde er zum Landrat des Kreises Rees ernannt. Diese preußische Verwaltungseinheit war 1816 als Nachwirkung des Wiener Kongresses gegründet worden und war vor der Amtsübernahme durch von Bernuth nur von zwei kommissarischen Landräten geführt worden. Von Bernuth lebte im Schloss Aspel, in dessen Besitz er durch seine Heirat in die niederländische Adelsfamilie van den Broek gekommen war.
1837 stellte von Bernuth den Antrag, das Landratsamt von Rees nach Wesel zu verlegen. Wesel war – ebenso wie Emmerich – deutlich größer als die Kreisstadt Rees und verfügte bereits über zahlreiche wichtige Einrichtungen des Kreises. Rees war ohnehin nur Sitz des Kreises geworden, weil ursprünglich die Ausgliederung Wesels in einen eigenen Kreis geplant war. Ein persönliches Motiv für die Verlegung des Landratsamtes lag jedoch darin, dass von Bernuth als Vater von insgesamt acht Söhnen und zwei Töchtern seinen Söhnen den Schulbesuch am Weseler Gymnasium ermöglichen wollte und es in Rees keine vergleichbare Schule gab. Wenngleich sein Antrag innerhalb des Kreises Unterstützung fand, wurde er vorerst abgelehnt. 1841 wurde dem Antrag unter der Voraussetzung einer Zustimmung der Kreisstände doch noch stattgegeben. Am 15. Februar 1842 erfolgte diese Zustimmung und am 1. Dezember 1842 wurde die Verlegung vollzogen. Das zu seinem Besitz gehörende Schloss Aspel verkaufte er 1845. Stattdessen bezog er ein repräsentatives Haus an der Ritterstraße in Wesel, bei dem es sich um das Hauptgebäude des mittelalterlichen Augustinerklosters Wesel handelte. Sein Amt als Landrat führte er bis zu seinem Tod im Jahr 1859 aus.
Der ursprünglichen Entscheidung zufolge sollte die Verlegung des Landratsamtes nach Wesel auf von Bernuths Amtszeit beschränkt sein. 1861 wurde Wesel jedoch in einer knappen Entscheidung als Kreisstadt bestätigt, sodass der Kreis Rees bis zu seiner Auflösung zum Jahresende 1974 seinen Sitz in Wesel hatte.